# Oswald de Andrade
José Oswald de Sousa Andrade, conocido como Oswald de Andrade (São Paulo, 11 de enero de 1890-São Paulo, 22 de octubre de 1954), fue un poeta, ensayista y dramaturgo brasileño. Fue uno de los promotores de la Semana de Arte Moderno en 1922 y es uno de los nombres más destacados del modernismo brasileño en la literatura.

## Biografía
Hijo único de una familia acomodada, inició la carrera de derecho. En 1909 comenzó su carrera periodística ejerciendo como redactor y crítico teatral del Diário Popular de São Paulo. En 1911, con la ayuda económica de su madre, fundó un semanario, O Pirralho, que dirigió hasta 1917. 
En 1912 interrumpió sus estudios y realizó un viaje por Europa, visitando Italia, Alemania, Bélgica, Inglaterra, Francia y España. Al fallecer su madre, regresó a Brasil, y continuó su trabajo en O Pirralho, que se publicó hasta 1918. En 1913 escribió su primer drama, titulado A recusa.
En 1917 conoció a Mário de Andrade. Poco después, en su columna periodística del diario Jornal do Comércio, defendió a la pintora Anita Malfatti de las feroces críticas que le había hecho Monteiro Lobato. En los años siguientes, hizo amistad también con Menotti del Picchia y el escultor Victor Brecheret. En 1921 escribió un artículo sobre Mário de Andrade, de quien acababa de leer su obra Paulicéia desvairada, defendiendo la nueva estética, aunque todavía la denominaba «futurista», etiqueta que Mário rechazó.
En 1922, junto con Mário de Andrade, Anita Malfatti, Tarsila do Amaral, Víctor Brecheret y Menotti del Picchia, entre otros, organizó en el Teatro Municipal de São Paulo la Semana de Arte Moderno, considerada el acto inicial del modernismo brasileño. Con Mário de Andrade, Malfatti, De Amaral y Del Picchia formó el llamado «Grupo dos Cinco», y ese mismo año empezó a colaborar en la revista Klaxon, una de las publicaciones más destacadas del movimiento modernista. 
Publicó en 1924, mientras residía en París, el manifiesto fundacional del grupo Pau-Brasil (Manifesto da Poesia Pau Brasil, 18 de marzo de 1924), en el que escogía como símbolo de la nueva poesía brasileña al «palo Brasil», y propugnaba una estética primitivista, que revalorizase la tradición cultural brasileña. 
Se casó en 1926 con Tarsila do Amaral.
Su producción como dramaturgo empieza en 1934 con la obra O homem e o cavalo. A esta la seguiría A morta y O rei da vela, ambas en 1937. Esta última se montaría 30 años después por el Teatro Oficina.